# Herr Nilsson
Herr Nilsson war eine Band aus Berlin.

## Geschichte
Die Band wurde 1997 gegründet. Zu dieser Zeit nahmen Jan Böttcher (Gesang, teilweise Gitarre) und Sebastian Windisch (Gitarre, Klavier) mit einem Mehrspurbandgerät Gedichte und Songs auf. Mit Peter Herzau (Fender Rhodes, Klavier und Kontrabass) spielten sie als akustisches Trio 1998 ihr erstes Album Liebesleid und Fischigkeit ein. Die Band spielte ruhigen, transparenten Jazzpop, der ihre literarischen wie unterhaltsamen Texte nicht in den Hintergrund treten ließ.
Mit der Veröffentlichung des zweiten Albums Herr Nilsson ist ausgezogen 1999 wurde die Band durch den Schlagzeuger Felix Bialluch komplettiert. Es folgte das in der Berliner Kalkscheune aufgenommene Live-Album Mein erster eigener Wasserwerfer im Jahr 2000, und 2003 (mit Alf Schulze am Schlagzeug) das erfolgreichste Album: Einfacher sein. Spiegel Online schrieb darüber: „Ein kleines, aber sehr feines Ereignis deutschsprachiger Popmusik.“
Ab 2004 war das Urduo mit Oliver Unger (E-Bass) und Martin Kautz (Schlagzeug) noch einmal komplett besetzt. 2007 löste sich die Band schließlich auf. Jan Böttcher veröffentlichte 2008 das Soloalbum Vom anderen Ende des Flures.
Alle CDs erschienen auf dem von Böttcher mitgegründeten KOOK-Label.

## Diskografie

### Alben
- 1998: Liebesleid und Fischigkeit
- 1999: Herr Nilsson ist ausgezogen
- 2000: Der erste eigene Wasserwerfer – live
- 2003: Einfacher sein

### Singles
- 2003: Die Vitamin B-Werke